# کودکان (فیلم ۲۰۰۶)
کودکان (انگلیسی: Children) یک فیلم ایسلندی است که در سال ۲۰۰۶ منتشر شد.